# Roll On
Roll On é o segundo álbum de estúdio da banda The Living End, lançado a 27 de Março de 2001.
| Críticas profissionais                                                      | Críticas profissionais |
| Avaliações da crítica                                                       | Avaliações da crítica  |
| Fonte                                                                       | Avaliação              |
| --------------------------------------------------------------------------- | ---------------------- |
| allmusic                                                                    | [ 2 ]                  |
| Esta tabela precisa de ser acompanhada por texto em prosa. Consulte o guia. |                        |

## Faixas
1. "Roll On" – 3:09
2. "Pictures in the Mirror" – 3:18
3. "Riot On Broadway" – 2:56
4. "Staring At the Light" – 4:08
5. "Carry Me Home" – 3:12
6. "Don't Shut the Gate" – 3:04
7. "Dirty Man" – 3:36
8. "Blood On Your Hands" – 4:14
9. "Revolution Regained" – 2:46
10. "Silent Victory" – 3:35
11. "Read About It" – 3:16
12. "Killing the Right" – 4:21
13. "Astoria Paranoia" – 3:05
14. "Uncle Harry" – 3:24
15. "Prisoner of Society" (ao vivo) (faixa bónus EUA) – 4:37

## Desempenho nas paradas musicais
| Parada musical (2001)            | Posições |
| -------------------------------- | -------- |
| Austrália - ARIA Charts          | 8        |
| Estados Unidos - Top Heatseekers | 22       |